# Микеладзе, Дмитрий Отиевич
Дмитрий Отиевич Микеладзе (груз. დიმიტრი მიქელაძე ; 1838—1910) — князь, генерал-майор, герой русско-турецкой войны 1877—1878 годов.
Родился 26 октября 1836 года. Образование получил в частном учебном заведении.
В военную службу вступил 24 мая 1860 года юнкером в Севастопольский пехотный полк. 29 мая 1863 года был произведён в прапорщики и в конце того же года назначен в новосформированный Кубинский пехотный полк. В том же году Микеладзе принимал участие в завершающих походах графа Евдокимова по покорению Западного Кавказа.
Продолжая службу в кавказских войсках Микеладзе последовательно получил чины подпоручика (3 января 1867 года), поручика (30 сентября 1867 года) и штабс-капитана (22 сентября 1871 года).
В 1877—1878 годах князь Микеладзе с отличием участвовал в кампании против турок на Кавказе и был награждён орденами св. Анны 3-й степени с мечами и бантом (в 1878 году), св. Станислава 2-й степени с мечами (в 1879 году) и св. Георгия 4-й степени (2 апреля 1879 года). Как было сказано в официальном донесении:
При штурме позиции Деве-Бойну капитан Микеладзе с вверенною ему ротою, не обращая внимания на сильнейший перекрёстный ружейный и картечный огонь, с редким самоотвержением и образцовою распорядительностью бросился вперёд, опрокинул прикрытие левой турецкой батареи на Узун-Ахмете, взял с боя одно неприятельское дальнобойное орудие и захватил при этом одиннадцать человек пленных. Затем, вступив во время самого боя в командование батальоном, по случаю выбытия за ранами командира его, он нанёс вместе с другими полное поражение неприятелю, перешедшему в наступление и обратил его в беспорядочное бегство.
Также он 9 апреля 1878 года был произведён в капитаны.
Продолжая службу в Кубинском полку князь Микеладзе 1 января 1887 года получил чин подполковника и 26 ноября 1898 года — полковника. 22 мая 1901 года он был назначен командиром 3-го Кавказского стрелкового батальона и на этой должности находился до 16 марта 1906 года, когда был произведён в генерал-майоры и назначен комендантом крепости Аббас-Туман и начальником Аббас-Туманского госпиталя. В 1908 году вышел в отставку.
Среди прочих наград князь Микеладзе имел ордена св. Владимира 4-й степени, пожалованный ему за беспорочную выслугу 25 лет в офицерских чинах и св. Анны 2-й степени (оба ордена получил в 1888 году). В 1903 году он был удостоен ордена св. Владимира 3-й степени.
Скончался князь Микеладзе 13 января 1910 года.
Его брат Алмасхан был генерал-лейтенантом и за отличие в русско-турецкой войне 1877—1878 годов также имел орден св. Георгия 4-й степени.